# Hirohisa Sasaki
Pour les articles homonymes, voir Sasaki.
Hirohisa Sasaki (佐々木 浩久, Sasaki Hirohisa) est un réalisateur japonais né le 17 février 1961 à Sapporo.

## Biographie
Hirohisa Sasaki est marié à l'actrice Yuni Takimoto (ja).

## Filmographie sélective
- 1996 : Gakkō ga abunai (学校が危ない！?)
- 2000 : Crazy Lips (発狂する唇, Hakkyōsuru kuchibiru?)
- 2007 : Gakkō no kaidan (学校の階段?)[1]